# Тереховка (Торопецкий район)
Тереховка — деревня в Торопецком районе Тверской области. Входит в состав Кудрявцевского сельского поселения.

## Этимология
Название деревни образовано от мужского имени Терентий. Уменьшительная форма названия типична для топонимов, многие из них получили такое оформление в XIX—XX веках.

## История
Деревня Тереховка впервые упоминается на топографической карте Фёдора Шуберта 1867—1901 годов.
На карте РККА 1923—1941 годов обозначена деревня Тереховка. Имела 7 дворов. К югу от неё находилась исчезнувшая в настоящее время деревня Горки.

## География
Деревня расположена в западной части района; в 3,5 километрах (по прямой) от границы с Псковской областью. Расстояние до Торопца составляет 46 километров, до Озерца — 7,5 километров. Ближайший населённый пункт — деревня Кубаниха.
Климат
Деревня, как и весь район, относится к умеренному поясу северного полушария и находится в области переходного климата от океанического к материковому. Лето с температурным режимом +15…+20 °С (днём +20…+25 °С), зима умеренно-морозная −10…−15 °С; при вторжении арктических воздушных масс до −30…-40 °С.
Среднегодовая скорость ветра 3,5—4,2 метра в секунду.

## Население
| 2010 |
| ---- |
| 1    |

В 2002 году население деревни составляло 13 человек.
Национальный состав
Согласно результатам переписи 2002 года, в национальной структуре населения русские составляли 100 % от жителей.